# NGC 909
NGC 909 في الفهرس العام الجديد، هي مجرة، تقع في كوكبة المرأة المسلسلة. اكتشفت في 30 أكتوبر 1878 بواسطة إدوارد ستيفان.

## روابط خارجية
- NGC 909 على موقع ويكي سكاي: DSS2, SDSS, GALEX, IRAS, Hydrogen α, X-Ray, Astrophoto, Sky Map, Articles and images